# Olympische Sommerspiele 2008/Teilnehmer (Sambia)
| Gelbes Symbol für Goldmedaillen mit stilisierten Olympischen Ringen | Graues Symbol für Silbermedaillen mit stilisierten Olympischen Ringen | Braundes Symbol für Bronzemedaillen mit stilisierten Olympischen Ringen |
| ------------------------------------------------------------------- | --------------------------------------------------------------------- | ----------------------------------------------------------------------- |
| —                                                                   | —                                                                     | —                                                                       |

Sambia war mit der Teilnahme an den Olympischen Sommerspielen 2008 in Peking insgesamt zum 11. Mal bei Olympischen Spielen vertreten. Die erste Teilnahme war 1968. Bei den Olympischen Spielen von 1964 in Tokio war Sambia bereits als Teil Nordrhodesiens angetreten.

## Teilnehmer nach Sportarten

### Badminton
- Eli Mambwe
Herreneinzel

### Boxen
- Hastings Bwalya
Männer, Klasse bis 64 kg
- Cassius Chiyanika
Männer, Klasse bis 51 kg

### Leichtathletik
| Disziplin        | Männer        | Frauen          |
| ---------------- | ------------- | --------------- |
| 400 Meter Sprint |               | Racheal Nachula |
| 5000-Meter-Lauf  | Tonny Wamulwa |                 |

### Schwimmen
| Disziplin         | Männer | Frauen             |
| ----------------- | ------ | ------------------ |
| 50 Meter Freistil |        | Ellen Lendra Hight |